# جبل فوجي

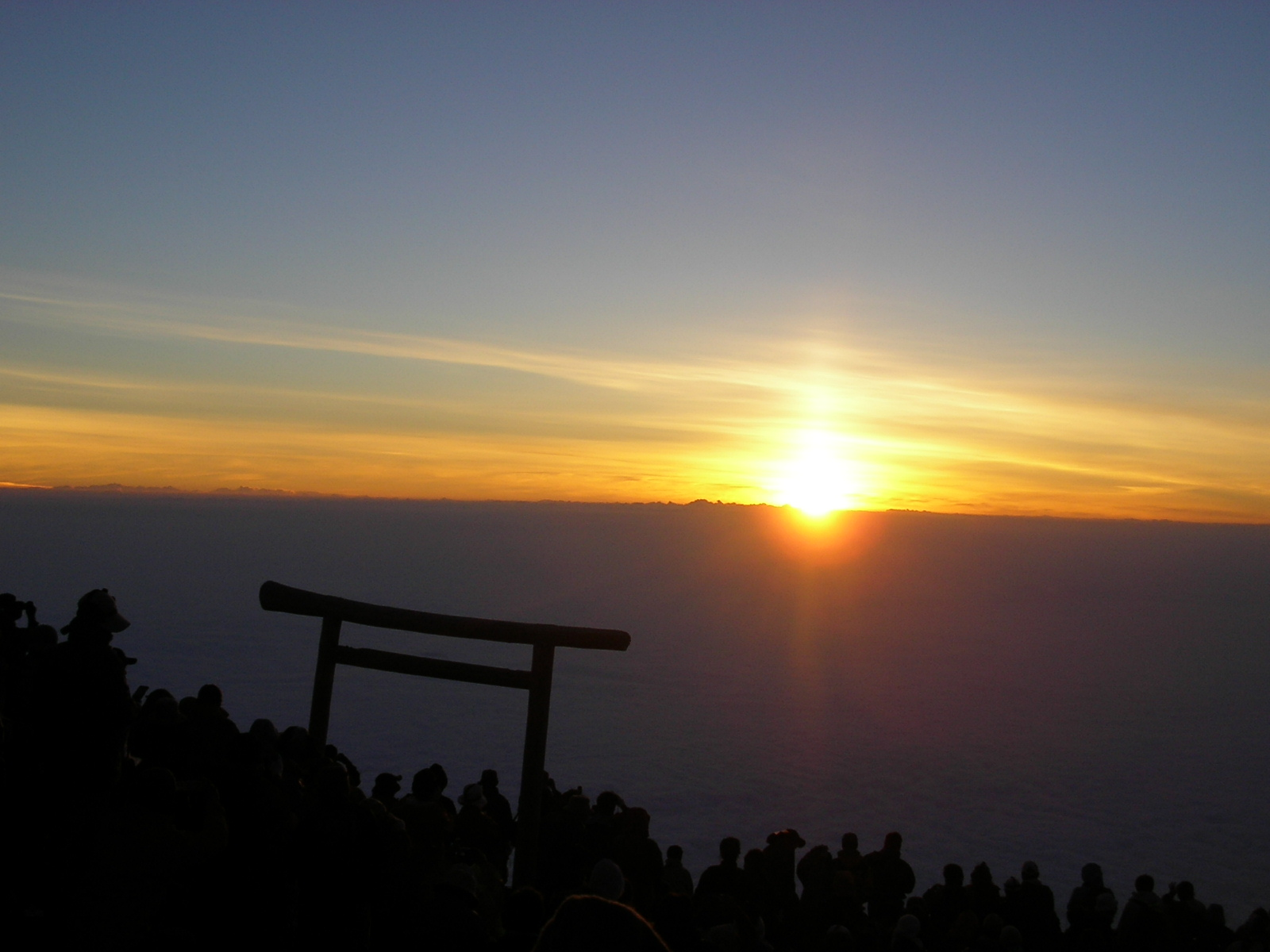
منظر شروق الشمس من أعلى جبل فوجي، حيث يظهر توري أسفل ويسار الصورة.

جبل فوجي (باليابانية: 富士山 = فوجي سان) أعلى قمة في اليابان، يبلغ ارتفاعه 3,776 مترا. يمكن أن يرى الجبل في الجو الصحو من العاصمة اليابانية طوكيو.
يعرفه اليابانيون باسم "فوجي سان"، إلا أنه يغلب على الأجانب الوافدين تسميته بفوجي ياما، وهذا خطأ. يرجع هذه الالتباس الذي وقع فيه البعض لكون مقاطع الحروف الصينية (أو كانجي) التي تكتب بها اللغة اليابانية، يمكن أن تلفظ بعدة أشكال ممكنة.
على الرغم من مظهره الذي يوحي بالهدوء، نظرا لموقعه الإستراتيجي وبعده عن الأماكن الحضرية، قام اليابانيون بإنشاء مرصد فضائي في أعلى قمة الجبل.
يعتبره اليابانيون جبلا مقدسا منذ القدم. كان يحظر على النساء الاقتراب منه (رفع الحظر أثناء فترة مييجي). أصبح الجبل اليوم مكانا مفضلا للسياح ولهواة التسلق من مختلف أنحاء البلاد.

## جيولوجيا
يقع جبل فوجي عند نقطة تلاقي الصفيحة الأوراسية مع صفيحة أوكتسوك والصفيحة الفلبينية. حيث تشكل هذه الصفائح الثلاثة الجزء الغربي من اليابان، الجزء الشرقي من اليابان وشبه جزيرة إزو على الترتيب.
كذلك يعد جبل فوجي من أكبر البراكين الخاملة وآخر انفجار له عام 1707 م ومن بعدها لم ينفجر أبدًا.

## جغرافيا
يعتبر جبل فوجي من أحد أبرز المعالم الجغرافية في اليابان حيث يبلغ ارتفاع جبل فوجي 3776 متر ويحيط به خمس بحيرات، ويقع بالقرب من شاطئ جزيرة هونشو على المحيط الهادي، على الحدود بين محافظتي شيزوكا وياماناشي، ويحيط به ثلاث مدن هي غوتيمبا إلى الجنوب، فوجي-يوشيدا إلى الشمال، وفوجينوميا إلى الجنوب الغربي. الطقس في جبل فوجي بارد جدا ويغطي قمته الثلج على طول فترة الشتاء. تبلغ درجة الحرارة الدنيا −38.0 °C، بينما سجل أعلى درجة حرارة في يونيو 2008 بمقدار 17.8 °C.

### التغير المناخي
المعدل الوسطي لموعد تكون الثلوج فوق قمة جبل فوجي هو 2 أكتوبر، وبذلك يكون جبل فوجي وغالبية قمم الجبال اليابانية مغطى بالثلوج منذ بداية شهر أكتوبر من كل عام. لكن بسبب التغير المناخي وارتفاع درجة حرارة الأرض لم يبدأ تساقط الثلوج في سنة 2024 حتى تاريخ 29 أكتوبر، متجاوزًا الرقم القياسي الذي سجل في 26 أكتوبر سنتي (1955 و2016). فبحسب دائرة الأرصاد الجوية اليابانية فإن اليابان سجلت أعلى درجة حرارة في العام 2024 منذ بدء الرصد سنة 1898. أخيرًا تساقطت الثلوج فوق قمة جبل فوجي في 5 نوفمبر 2024، ليكون هذا التاريخ أكثر المواعيد تأخرًا على الإطلاق.

## على قائمة التراث العالمي
أدرجت منظمة اليونسكو جبل فوجي على قائمتها للتراث العالمي في حزيران (يونيو) 2013 مشددة على أهميته في الثقافة اليابانية. وقد أدرجت لجنة التراث العالمي التي اجتمعت في إطار دورتها السنوية السابعة والثلاثين في بنوم بنه الموقع في قائمة الممتلكات الثقافية.
ويشمل الجزء الذي أدرج في القائمة قمة الجبل وسبعة معابد موزعة على سفوحه وفنادق صغيرة تستضيف الزوار ومجموعة من الظواهر الطبيعية التي هي موضع إجلال كشلال مياه وغابة من الصنوبر وأشجار جمدتها الحمم.

## معرض صور

شينجوكو (طوكيو)
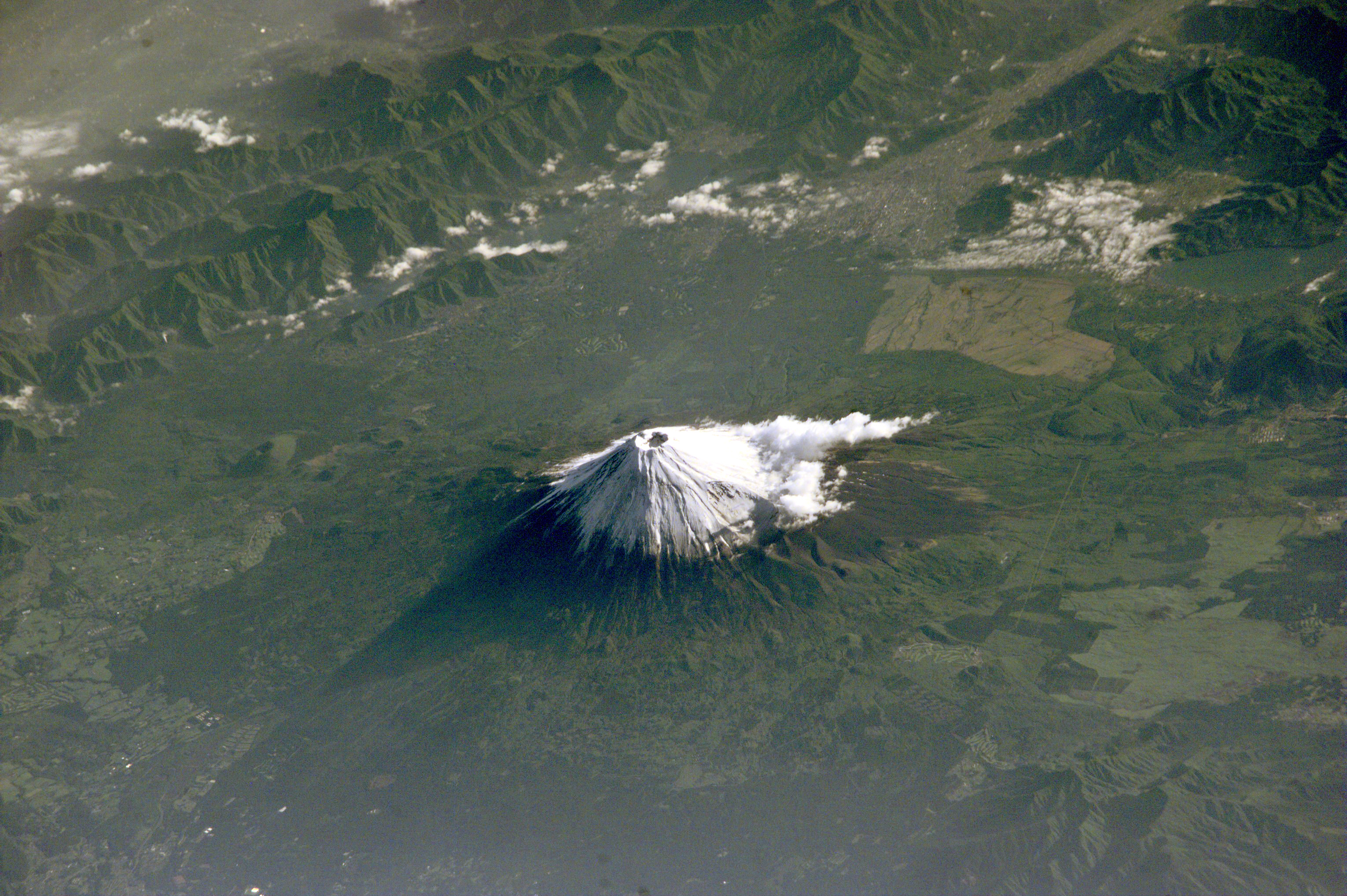
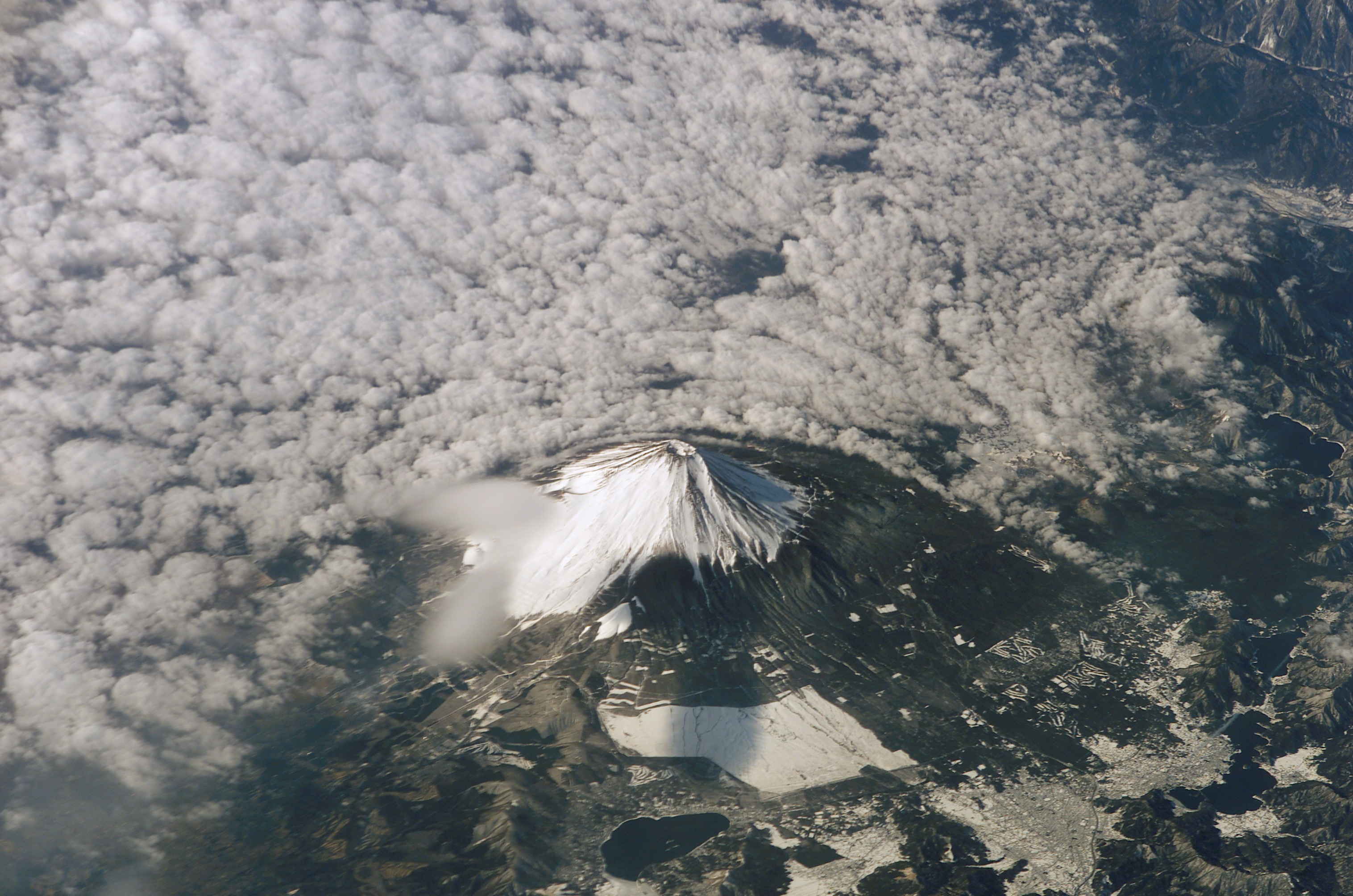